# Jeremy Strong
Jeremy Strong (Boston, 25 de dezembro de 1978) é um ator norte-americano. É conhecido por interpretar o empresário Kendall Roy na série Succession, da HBO, pela qual ele ganhou o Emmy Award, Globo de Ouro e vários outros prêmios. Em 2022, ele foi incluído na lista da Time das 100 pessoas mais influentes do mundo.
Jeremy Strong sempre teve interesse pela atuação desde muito jovem, quando começou a se envolver com um grupo de teatro infantil e a se apresentar em musicais. Graduado pela Universidade Yale, ele continuou seus estudos de atuação tanto na Royal Academy of Dramatic Art, em Londres, quanto na Steppenwolf Theatre Company, em Chicago. Durante a maior parte dos anos 2000, Strong teve papéis pequenos em peças teatrais. Sua primeira performance off-Broadway foi em Defiance, de John Patrick Shanley, em 2006, e sua estreia na Broadway ocorreu dois anos depois, interpretando Richard Rich, 1.º Barão Rich, em uma nova montagem de A Man for All Seasons.
Strong fez sua estreia no cinema em Humboldt County (2008), interpretando o estudante de medicina Peter Hadley. Ele continuou seu trabalho no cinema retratando figuras da vida real, como John George Nicolay em Lincoln (2012), Lee Harvey Oswald em Parkland (2013), James Reeb em Selma (2014) e Jerry Rubin em Os 7 de Chicago (2020). Ele desempenhou papéis de apoio em filmes aclamados como Zero Dark Thirty (2012), The Big Short (2015) e Molly's Game (2017). Ele estrelou em Armageddon Time (2022).
Na televisão, ele teve papéis recorrentes em The Good Wife (2011-2013) e Masters of Sex (2016). Strong teve seu grande sucesso em 2018 com o papel de herdeiro do conglomerado de mídia, Kendall Roy, na série de drama da HBO Succession (2018-2023), pela qual ele ganhou um Prêmio Emmy do Primetime em 2020 e um Globo de Ouro em 2022.

## Biografia
Strong nasceu em Boston, Massachusetts, no dia de Natal de 1978, filho de Maureen e David Strong. Seu avô é de ascendência judaica e trabalhava como encanador em Queens. Sua mãe trabalhava como enfermeira em um hospício, e seu pai trabalhava em prisões para menores. Ele morava em um bairro problemático na área de Jamaica Plain em Boston, um lugar que ele frequentemente considerava como "um lugar de onde eu só queria sair". Sua família pertencia à classe trabalhadora. Como seus pais não podiam pagar por férias fora da região de Boston, eles colocaram uma canoa em blocos de cimento no quintal da família; Strong e seus irmãos frequentemente se sentavam nela e fingiam fazer viagens. Seus pais tiveram um relacionamento turbulento durante sua infância e acabaram se divorciando.
Quando Strong tinha 10 anos, seus pais mudaram a família para o subúrbio de Sudbury, Massachusetts, em busca de melhores escolas. Strong lembra Sudbury como "uma espécie de cidade de clube onde não pertencíamos ao clube". Foi lá que seu interesse pela atuação começou, quando ele se envolveu com um grupo de teatro infantil e começou a se apresentar em musicais. Entre seus colegas de elenco no grupo de teatro infantil estava a irmã mais velha de Chris Evans; Evans lembra de ter ficado impressionado com as performances de Strong. Mais tarde, Evans e Strong atuaram juntos em uma produção de A Midsummer Night's Dream na escola secundária.
Strong tinha uma admiração especial pelos atores Daniel Day-Lewis, Al Pacino e Dustin Hoffman - todos famosos pelos esforços que faziam para se preparar para os papéis - colocando cartazes de seus filmes na parede de seu quarto e acompanhando avidamente notícias sobre suas carreiras, além de ler todas as entrevistas que eles davam. Quando a versão cinematográfica de 1996 de The Crucible, de Arthur Miller, foi filmada perto de Boston, com Day-Lewis no elenco, Strong conseguiu um emprego na equipe de paisagismo do filme - em um momento segurando um galho do lado de fora de uma janela durante a filmagem de uma cena. Strong trabalhou na equipe de som de Amistad, segurando um microfone sobre Anthony Hopkins enquanto ele fazia um discurso, e ajudou a editar a estreia de Pacino como diretor em Looking for Richard.
Após o ensino médio, Strong se candidatou a faculdades com uma carta de recomendação da DreamWorks, que havia produzido Amistad. Ele foi aceito na Universidade Yale e recebeu uma bolsa de estudos, com a intenção de estudar drama. No primeiro dia de aula, ele achou as discussões do professor sobre Konstantin Stanislavski e as ilustrações no quadro-negro tão alienantes que decidiu imediatamente mudar sua especialização para Inglês. Strong continuou a atuar e estrelou várias peças em Yale, todas produzidas pela Dramatic Association, uma associação de teatro administrada pelos estudantes, conhecida como Dramat. As peças eram todas aquelas que Pacino havia interpretado, como American Buffalo, The Indian Wants the Bronx e Hughie. Strong organizou uma visita fora dos palcos de Pacino, o que não foi bem recebido por outros membros da Dramat, pois o orçamento foi tão extravagante que quase levou a organização à falência. Apesar de alegar não se lembrar dos custos excessivos, Strong admitiu ter sido um "agente clandestino" no planejamento do evento. Durante um verão em Yale, Strong conseguiu um estágio na empresa de produção de Hoffman. Ele também estudou na Royal Academy of Dramatic Art em Londres e na Steppenwolf Theatre Company em Chicago.

## Filmografia

### Cinema

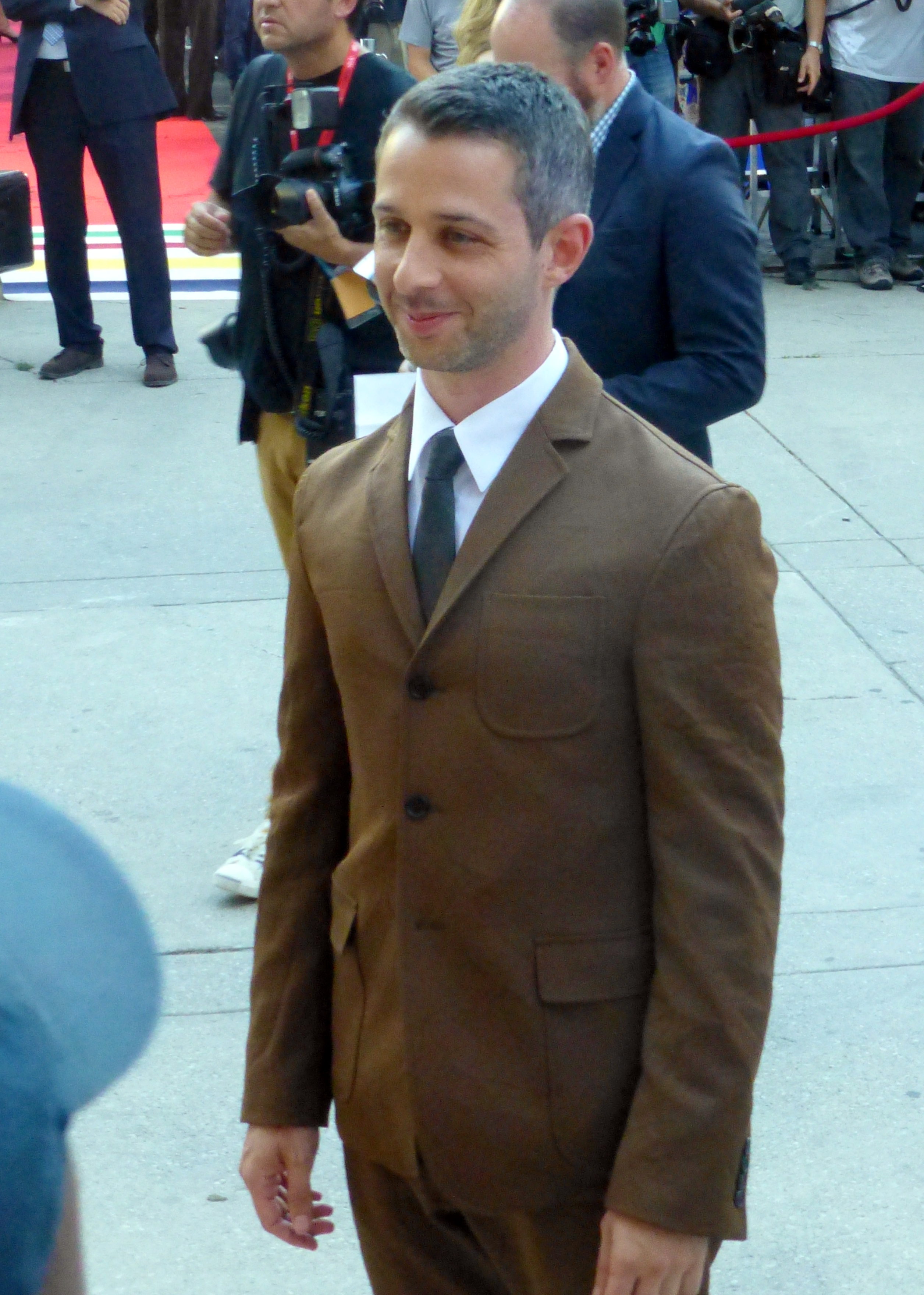
Jeremy Strong na estreia de O Juiz, no Toronto Film Festival 2014

| Ano  | Título                       | Papel               | Notas          | Ref |
| ---- | ---------------------------- | ------------------- | -------------- | --- |
| 2008 | Humboldt County              | Peter               |                |     |
| 2008 | The Happening                | Private Auster      |                |     |
| 2009 | The Messenger                | Soldado de retorno  |                |     |
| 2009 | Kill Daddy Good Night        | Bruce               |                |     |
| 2009 | Contact High                 | Carlos              |                |     |
| 2010 | The Romantics                | Pete                |                |     |
| 2010 | Yes                          | Homem               | Curta-metragem |     |
| 2011 | Love Is Like Life But Longer | Homem cego          | Curta-metragem |     |
| 2012 | Lincoln                      | John George Nicolay |                |     |
| 2012 | Robot & Frank                | Jake                |                |     |
| 2012 | Please, Alfonso              | Alfonso             | Curta-metragem |     |
| 2012 | See Girl Run                 | Brandon             |                |     |
| 2012 | Zero Dark Thirty             | Thomas              |                |     |
| 2013 | Parkland                     | Lee Harvey Oswald   |                |     |
| 2014 | O Juiz                       | Dale Palmer         |                |     |
| 2014 | Time Out of Mind             | Jack                |                |     |
| 2014 | Selma                        | James Reeb          |                |     |
| 2015 | Black Mass                   | Josh Bond           |                |     |
| 2015 | The Big Short                | Vinny Daniel        |                |     |
| 2017 | Detroit                      | Advogado Lang       |                |     |
| 2017 | Molly's Game                 | Dean Keith          |                |     |
| 2019 | Serenity                     | Reid Miller         |                |     |
| 2019 | The Gentlemen                | Matthew Berger      |                |     |
| 2020 | Os 7 de Chicago              | Jerry Rubin         |                |     |
| 2022 | Armageddon Time              | Irving Graff        |                |     |

### Televisão
| Ano       | Titulo           | Papel       | Notas                         | Ref. |
| --------- | ---------------- | ----------- | ----------------------------- | ---- |
| 2011–2013 | The Good Wife    | Matt Becker | 5 episódios                   |      |
| 2013      | Mob City         | Mike Hendry | 4 episódios                   |      |
| 2016      | Masters of Sex   | Art Dreesen | 9 episódios                   |      |
| 2018–2023 | Succession       | Kendall Roy | Elenco principal 39 episódios |      |
| TBA       | The Best of Us † | TBA         |                               |      |

## Prêmios e indicações

#### Oscar
| Ano  | Categoria               | Indicação      | Notas    |
| ---- | ----------------------- | -------------- | -------- |
| 2025 | Melhor Ator Coadjuvante | The Apprentice | Indicado |

#### BAFTA
| Ano  | Categoria               | Indicação      | Notas    |
| ---- | ----------------------- | -------------- | -------- |
| 2025 | Melhor Ator Coadjuvante | The Apprentice | Indicado |

#### Emmy Awards
| Ano  | Categoria                      | Indicação  | Notas    |
| ---- | ------------------------------ | ---------- | -------- |
| 2020 | Melhor Ator em Série Dramática | Succession | Venceu   |
| 2022 | Melhor Ator em Série Dramática | Succession | Indicado |
| 2023 | Melhor Ator em Série Dramática | Succession | Indicado |

#### Tony Awards
| Ano  | Categoria                                 | Indicação              | Notas  |
| ---- | ----------------------------------------- | ---------------------- | ------ |
| 2024 | Melhor Ator Principal em uma Peça Teatral | An Enemy of the People | Venceu |

#### Globo de Ouro
| Ano  | Categoria                         | Indicação      | Notas    |
| ---- | --------------------------------- | -------------- | -------- |
| 2022 | Melhor Ator em Série Dramática    | Succession     | Venceu   |
| 2024 | Melhor Ator em Série Dramática    | Succession     | Indicado |
| 2025 | Melhor Ator Coadjuvante em Cinema | The Apprentice | Indicado |

#### SAG Awards
| Ano  | Categoria                        | Indicação                  | Notas    |
| ---- | -------------------------------- | -------------------------- | -------- |
| 2015 | Melhor Elenco em Cinema          | The Big Short              | Indicado |
| 2020 | Melhor Elenco em Cinema          | The Trial of the Chicago 7 | Venceu   |
| 2021 | Melhor Elenco em Série Dramática | Succession                 | Venceu   |
| 2021 | Melhor Ator em Série Dramática   | Succession                 | Indicado |
| 2024 | Melhor Elenco em Série Dramática | Succession                 | Venceu   |
| 2025 | Melhor Ator Coadjuvante          | The Apprentice             | Indicado |